# کپلر-۴۳۸بی
کپلر-۴۳۸بی یک سیارهٔ فراخورشیدی و سنگی است که دور ستاره خورشید مانند کپلر۴۳۸ در حال چرخش است، در حدود ۴۷۰ سال نوری (۱۴۵ پارسک) از زمین فاصله دارد و در صورت فلکی شلیاق حضور دارد. این سیاره در ۵ ژانویه ۲۰۱۵ توسط فضاپیمای کپلر کشف شده است.
این سیاره ۱۲ درصد از زمین بزرگتر است و دمای آن بیش از هر سیاره خارجی که تاکنون کشف شده به زمین شبیه است. حرارتی که این سیاره از خورشیدش می‌گیرد احتمالاً ۴۰ درصد بیش از زمین است.